# هونزا (سيمكان)
هونزا (بالفارسية: هونزا) هي قرية تقع في إيران في قسم سیمکان الريفي. يقدر عدد سكانها بـ 148 نسمة بحسب إحصاء 2016.